# Jardin Tino-Rossi
Jardin Tino-Rossi (česky Zahrada Tina Rossiho) je veřejný park v Paříži. Nachází se na levém břehu Seiny na nábřeží Quai Saint-Bernard v 5. obvodu. Park o rozloze 3,1612 ha byl založen v roce 1980 na části bývalého přístavu Port Saint-Bernard. Tino Rossi (1907–1983), po kterém je park pojmenován, byl francouzský herec a zpěvák. Součástí parku je Musée de la sculpture en plein air.